# Battaglia di Tape (101)
La battaglia di Tape del 101 fu la seconda battaglia ivi combattuta nel corso delle guerre daciche, dopo quella dell'anno 88, e come la prima si concluse con la vittoria dell'esercito dell'imperatore Traiano sulle truppe daciche di Decebalo.

## Contesto storico
Tra la fine del I e l'inizio del II secolo, Roma era ormai padrona dell'intero bacino del Mediterraneo, mentre in Europa centrale i confini delle sue conquiste si erano ormai stabilizzati intorno ai due grandi bacini fluviali di Reno e Danubio. L'unico stato organizzato ancora al di fuori delle conquiste romane era la Dacia, con le sue ricche miniere d'oro ed argento. Solo un imperatore con un curriculum militare di tutto rispetto avrebbe potuto portare a termine un'impresa così difficile. Questo imperatore fu Traiano, originario della Spagna, e primo Princeps nato al di fuori dei confini italici.
L'occupazione delle montagne della Dacia, come dimostrarono gli eventi al termine della difficile conquista, avrebbe tenuto a bada le popolazioni di tutto il bacino carpatico, consentendo un tranquillo sviluppo del retroterra della Tracia e della Mesia, anche se non sembra fosse questo il reale obbiettivo di Traiano all'inizio della prima expeditio dacica. Egli, inizialmente, riteneva doveroso punire con una guerra il re dei Daci, Decebalo, responsabile dei disastrosi risultati riportati dalle campagne daciche di Domiziano, nell'85 e nell'86.

## Forze in campo

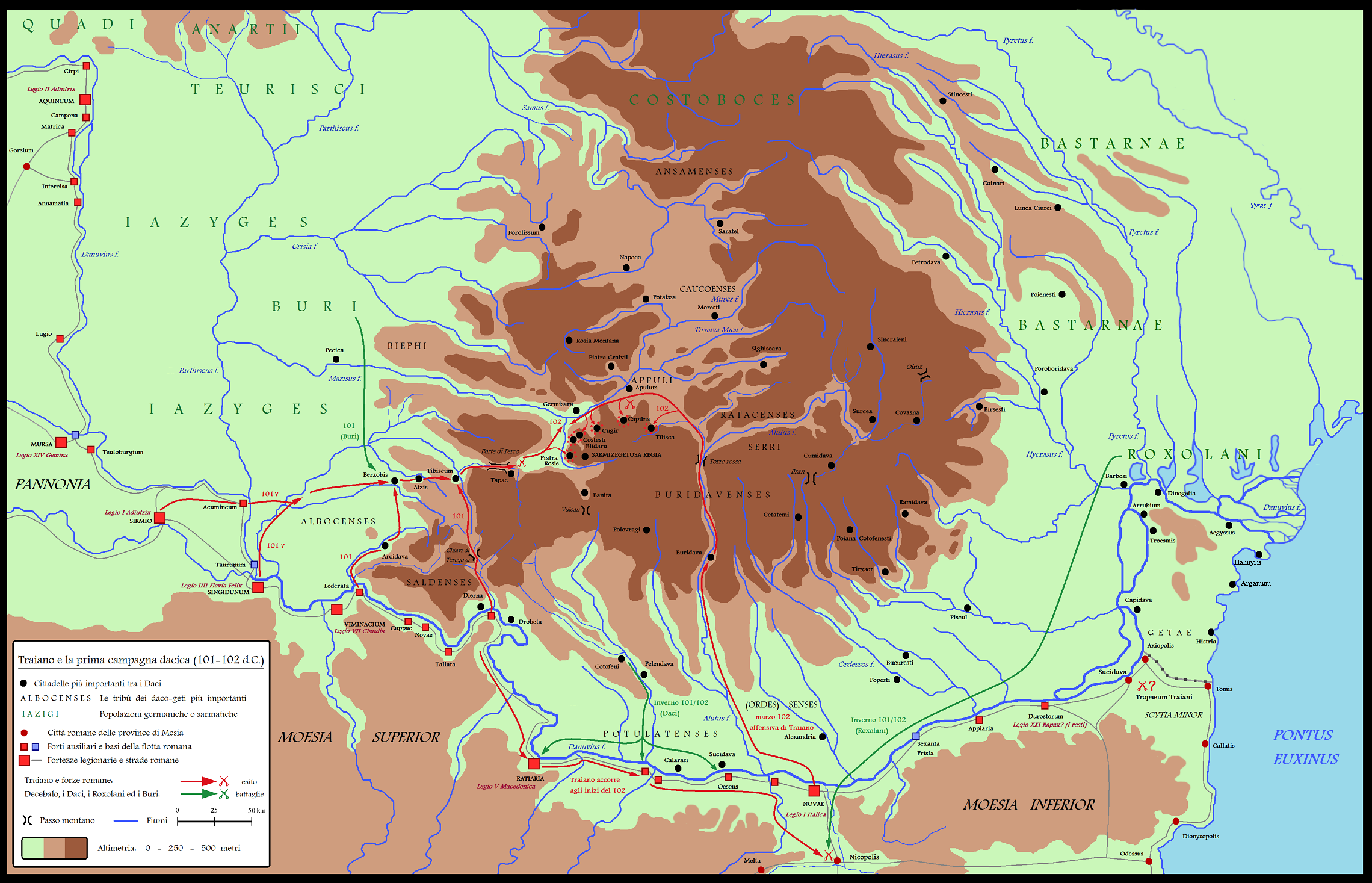
La campagna in Dacia di Traiano del 101 (con il luogo della battaglia di Tapae, presso il passo delle cosiddette Porte di ferro) e del 102.

### Romani
Traiano riuscì a schierare un esercito composto da numerose legioni danubiane, oltre ad unità ausiliarie e a vexillationes legionarie:
- le legioni I Adiutrix, I Italica, I Minervia, II Adiutrix, IIII Flavia, V Macedonica, VII Claudia, X Gemina, XI Claudia Pia Fidelis, XIII Gemina, Legio XIIII Gemina Martia Victrix, XV Apollinaris, XXI Rapax e XXX Ulpia Victrix;
- le vexillationes legionarie delle legioni II Augusta, III Augusta, III Gallica, IV Scythica,[2] VI Ferrata, VII Gemina, IX Hispana, Legio XII Fulminata,[2] XX Valeria Victrix e XXII Primigenia.[3]

Il totale delle forze messe in campo dall'impero romano potrebbe essersi aggirato attorno ai 150000 armati, di cui 75/80000 legionari e 70/75000 ausiliari. È evidente che l'esercito di penetrazione romano in Dacia, raccolse un numero di armati effettivi inferiore alla cifra complessiva di 150000 (distribuiti lungo l'intero tratto danubiano) e stimabile attorno alla metà (non più di 70/80000 armati), che quindi presero parte alla grande battaglia di Tapae.

### Daci
In base ai dati forniti da Strabone, Decebalo potrebbe essere stato in grado di mettere insieme un esercito di circa 200000 armati oltre agli alleati Roxolani e Bastarni, certamente non tutti schierati nella grande battaglia. Sembra invece che gli Iazigi di ceppo sarmatico, rimasero neutrali durante la prima campagna.

## La battaglia
.

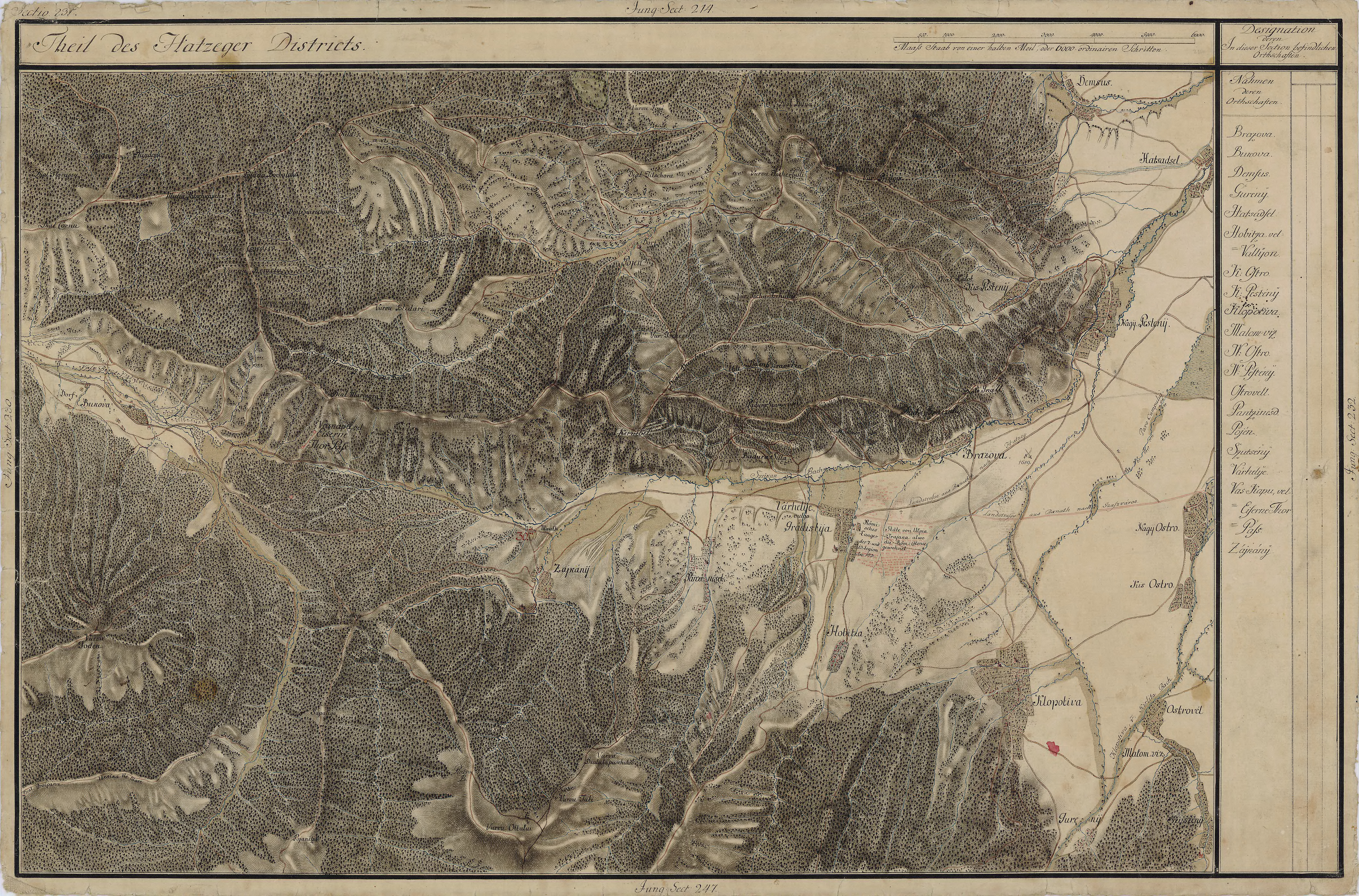
Antica riproduzione della piana dove si svolse la battaglia di Tapae

Conosciamo anche il piano strategico generale della prima campagna dalle parole di Traiano stesso: Inde Berzobim, deinde Aizi processimus. Queste due località si trovavano lungo la più occidentale fra le strade che si dirigevano in Dacia; essa, partendo da Lederata sul Danubio in prossimità di Viminacium, portava a Tibiscum e da lì, con un breve percorso, a Tapae ed al passo delle cosiddette Porte di ferro (presso l'attuale località di Otelu Rost), per entrare poi nella Dacia vera e propria. Questa strada era già stata utilizzata da Tettio Giuliano nella campagna dell'88.
Dopo aver raggiunto Tibiscum (moderna Timișoara), in apparenza senza aver sostenuto scontri importanti, vi si accampò in attesa di attaccare le fortezze daciche presso l'imboccatura delle Porte di ferro. Qui ingaggiò una feroce battaglia presso Tapae con il grosso dell'esercito dei Daci. Lo scontro, come anche illustrato sulla Colonna, fu favorevole ai Romani ma a costo di un grande spargimento di sangue, pur non risultando decisivo ai fini della guerra giacché Decebalo poté attestarsi all'interno delle sue fortezze della zona di Orăștie, pronto a sbarrare l'accesso alla capitale Sarmizegetusa Regia. Qui i Romani svernarono, poiché la stagione ormai avanzata rendeva sconsigliabile attaccare questa linea fortificata durante l'inverno.

## Conclusioni
Essendo però sopraggiunto l'inverno, Traiano decise di attendere la primavera per sferrare l'attacco mortale ai nemici. Solo nel 102 i romani ottennero un'importante vittoria, anche se la definitiva sottomissione della Dacia si ebbe solo con la seconda campagna del 105-106. La Dacia fu occupata e divenne provincia romana.

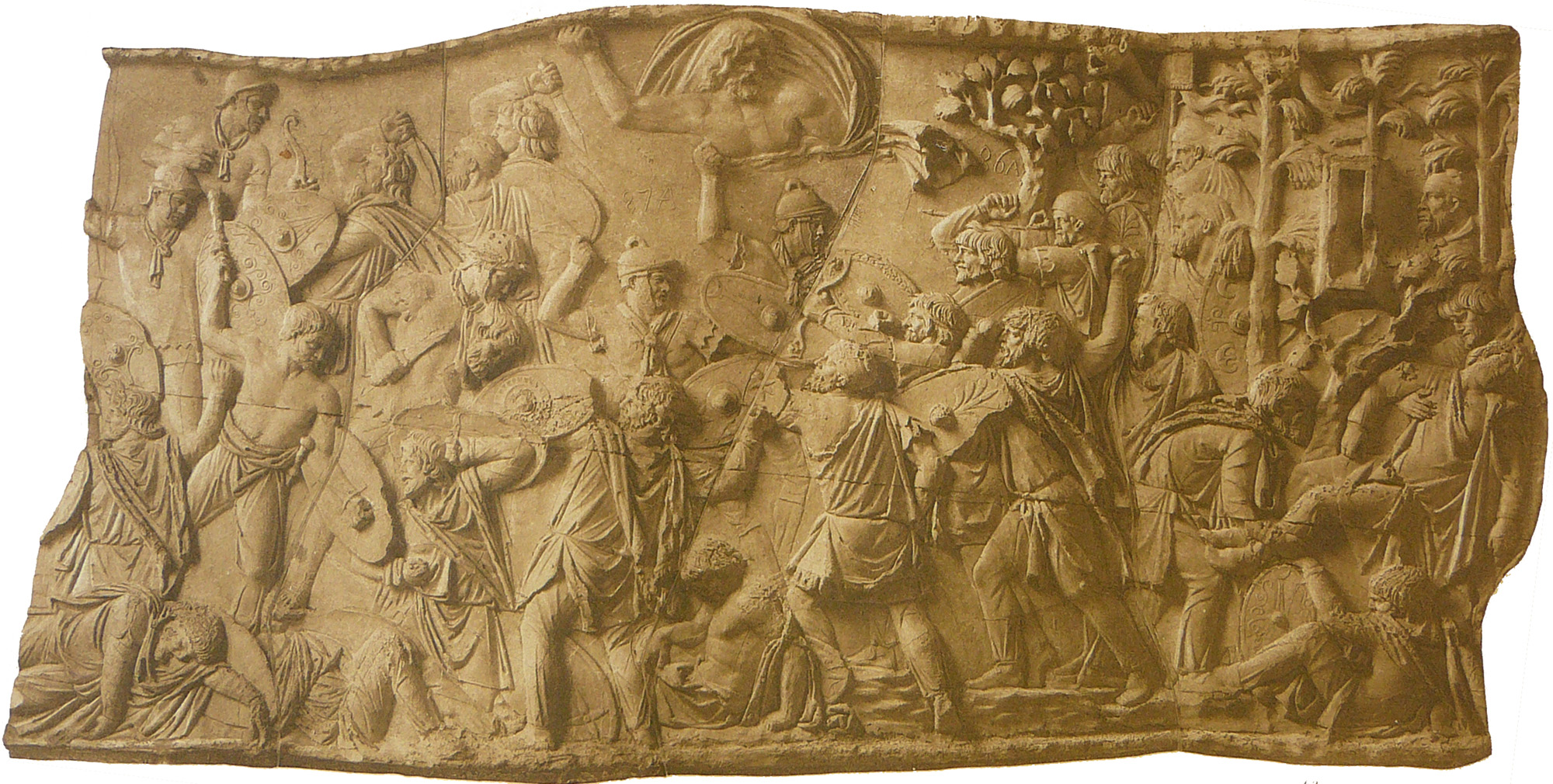
La battaglia di Tapae nella rappresentazione della Colonna, scena 19
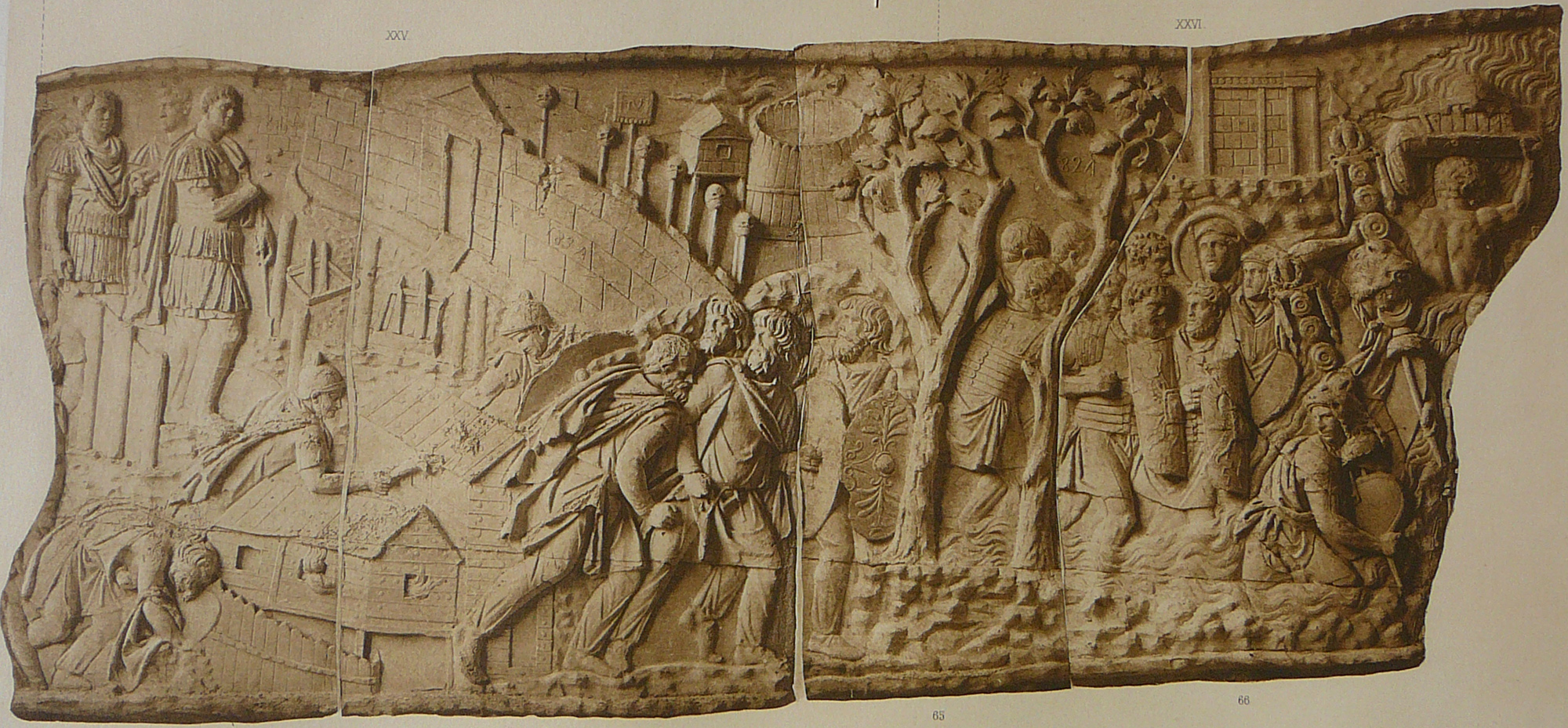
La battaglia di Tapae nella rappresentazione della Colonna, scena 20